# Militantropos
Militantropos ist ein französisch-österreichisch-ukrainischer Dokumentarfilm von Yelizaveta Smith, Alina Horlowa und Simon Mozgovyi aus dem Jahr 2025.

## Inhalt
Militantropos bezeichnet eine Persona, die Menschen annehmen, wenn sie sich länger im Krieg befinden. Dieser Film zeigt die Menschen in der Ukraine in eben diesem Zustand, wie sie dennoch in die Schule gehen, ihre Felder bestellen oder spielende Kinder.

## Produktion
Der Film wurde von 2020 bis Juni 2024 in der Ukraine gedreht und von verschiedenen Förderinstitutionen unterstützt. Die Produktion übernahmen von Mischief Films und das ukrainische Filmkollektiv Tabor. Er feierte am 21. Mai 2025 bei den Internationalen Filmfestspielen von Cannes Premiere. Im Juni wurde er auch auf dem Filmfest München gezeigt, wo er im Hauptwettbewerb CineMasters gezeigt wurde. Die Filmemacher kündigten an, aus dem Stoff noch zwei weitere Filme produzieren zu wollen.
Der internationale Vertrieb erfolgt durch Square Eye.

## Rezeption
Boyd van Hoeij für Screen Daily: „Es besteht tatsächlich der Eindruck, dass alle Personen, die wir in dem Film sehen, in gewisser Weise im Krieg sind. [...] Wenn es eine übergeordnete Botschaft gibt, dann ist es die, dass Krieg niemanden gleichgültig oder unberührt lässt. Das mag wie eine offensichtliche Schlussfolgerung erscheinen, aber in diesen unsicheren Zeiten ist es gut, daran erinnert zu werden, warum Krieg zumindest in den meisten Teilen der westlichen Welt viele Jahre lang zu einer Art Tabu geworden war.“
Lida Bach für Moviebreak: „Alina Gorlova und ihre Co-Regieleute Simon Mozgovyi und Yelizaveta Smith haben ein bemerkenswertes Gespür für atmosphärische Bilder. Eine gespenstische Aura liegt selbst über den Szenen, die einen raren fröhlichen oder humorvollen Moment zeigen. Die sonore Klangkulisse verschmilzt organisch mit den bedrückenden Aufnahmen. Dahingegen bleiben die Zwischentexte mit ihrer Thesen-Philosophie ein ambivalentes Stilmittel.“

## Auszeichnungen (Auswahl)
- 2025: Internationale-Filmfestspiele-von-Cannes-Nominierung für den Publikumspreis
- 2025: Kritikerpreis des Docudays Ukraine[11]
- 2025: Filmfest-München-Nominierung im Wettbewerb Cinemasters